# هاريسون بروس
هاريسون بروس (بالإنجليزية: Harrison Burrows)‏ هو لاعب كرة قدم بريطاني، ولد في 12 يناير 2002 في موررو في المملكة المتحدة. يلعب مع نادي شيفيلد يونايتد.